# Kraftwerk Heyden
Das Kraftwerk Heyden (bis 1952 und inoffiziell Kraftwerk Lahde) ist ein stillgelegtes deutsches Steinkohlekraftwerk.
Das Kraftwerk liegt im Ortsteil Lahde der Stadt Petershagen im Kreis Minden-Lübbecke in Nordrhein-Westfalen an der Grenze zu Niedersachsen und war bis zur Inbetriebnahme des Kraftwerkblocks Datteln IV im Jahr 2017 mit 875 Megawatt Nettoleistung das leistungsstärkste Steinkohlekraftwerk mit nur einem Block in Europa.
Das Kraftwerk Heyden gehört nach der Abspaltung der Energieerzeugungssparten von E.ON mit 16 weiteren Kohlekraftwerken zu Uniper.

## Geschichte
Die Planungen für das Kraftwerk hatten im Jahr 1939 durch die Vorläufer der PreussenElektra begonnen und wurden durch den Ausbau der Mittelweser und den Bau der Staustufe Petershagen begleitet. Beim Bau in den 1940er Jahren wurden NS-Zwangsarbeiter aus dem Arbeitserziehungslager Lahde eingesetzt, woran ein Gedenkstein auf dem Kraftwerksgelände erinnert.
Das Kraftwerk Lahde der PreussenElektra war das erste Kraftwerk, das in der Bundesrepublik Deutschland nach dem Zweiten Weltkrieg ans Netz ging. Am 7. Mai 1951 produzierte es zum ersten Mal 120 Megawatt Leistung aus bis zu 54 Tonnen Steinkohle pro Stunde. Damit war es das erste Kraftwerk, das in der Bundesrepublik Deutschland nach dem Zweiten Weltkrieg neu ans Netz ging.  Zu Ehren des 1952 verstorbenen Gründungsvorstands von PreussenElektra, Wilhelm Heyden, wurde der Standort am 1. Januar 1953 in Kraftwerk Heyden umbenannt. Im April 1960 und im August 1961 wurden zwei weitere Blöcke in Betrieb genommen, um den steigenden Strombedarf zu decken. Diese drei Blöcke wurden Anfang der 1980er Jahre stillgelegt; zeitgleich begann der Bau von Block 4. Dieser liefert seit 1987 bis zu 875 Megawatt Strom (netto). Am 3. Juli 2011 wurde im Werk das 60-jährige Bestehen mit einem Tag der offenen Tür gefeiert.
Im Jahr 2012 ging das Kraftwerk wegen Revisionsarbeiten von Ende April bis Mitte Juli vom Netz. Dabei wurde die Technik für 40 Millionen Euro gewartet und modernisiert.
Der Ausstieg aus der Kohleverstromung in Deutschland veranlasste Uniper mit dem Kraftwerk Heyden Block 4 am Ausschreibungsverfahren zur Reduzierung der Verstromung von Steinkohleanlagen und Braunkohle-Kleinanlagen zum Gebotstermin 1. September 2020 teilzunehmen. Am 1. Dezember 2020 wurde das Ergebnis des Verfahrens von der Bundesnetzagentur öffentlich bekannt gegeben. Block 4 erhielt neben zehn weiteren Kohleblöcken einen Zuschlag, wodurch das Vermarktungsverbot am 1. Januar 2021 und das Kohleverstromungsverbot für diesen Block im Juli 2021 in Kraft trat. Anfang März haben die Übertragungsnetzbetreiber den Block als systemrelevant angezeigt. Die Bundesnetzagentur teilte am 1. Juni 2021 mit, dass die Systemrelevanz von Block 4 in der Bereitstellung von Blindleistung liegt, und fordert daher die Umrüstung der Generatoren in rotierende Phasenschieber, damit die Kohleverfeuerung eingestellt werden kann. Im Januar und Februar 2021 wurde das Kraftwerk auf Anforderung der Tennet TSO sechsmal gestartet.
Auf Anordnung der Bundesnetzagentur war Block 4 bis zum 30. September 2022 als Netzreserve vorgesehen; die Agentur zahlte für dessen Bereitschaftsbetrieb.
Nachdem die Bundesregierung ihre Energiepolitik infolge des russischen Überfalls auf die Ukraine 2022 änderte und eine Liste von 16 Kraftwerken veröffentlichte, die bei Gasknappheit bis April 2024 ans Netz gehen dürfen, trifft diese Laufzeitverlängerung auch auf die Uniper-Kraftwerke Irsching, Heyden und Ingolstadt zu. Am 29. August 2022 wurde das Steinkohlekraftwerk Heyden wieder in den Regelbetrieb genommen, um den deutschen Erdgasverbrauch in der Stromproduktion zu reduzieren.
Am 30. September 2024 wurde der Steinkohle-Block 4 endgültig stillgelegt. Ein sofortiger Rückbau ist nicht geplant. Gemeinsam mit NGEN wird am Standort ein Batteriespeicher gebaut.

## Leistung
Der Steinkohle-Monoblock leistete zu Beginn 865 Megawatt (brutto). Durch Modernisierungen und Weiterentwicklungen wurde die Leistung auf 920 Megawatt gesteigert und sein Wirkungsgrad auf 42 Prozent. Das Kraftwerk Heyden ist das leistungsstärkste Kohlekraftwerk der Uniper Kraftwerke GmbH. Es ist für den Einsatz in der Mittellast konzipiert. Es wurde jahrelang vorwiegend an Werktagen dem wechselnden Strombedarf entsprechend eingesetzt, leistete 3000 bis 5000 Volllaststunden pro Jahr und erzeugte jährlich 2,5 bis 4,2 TWh.
Im Zuge der Energiewende wurde und wird das Kraftwerk Heyden im Mittellastbereich und teils auch im Grundlastbereich eingesetzt; außerdem dient es der Netzstabilisierung (→ Einsatz deutscher Kraftwerke).
Im Kraftwerk Heyden werden täglich bis zu drei Züge à 44 Waggons mit je 60 Tonnen Kohle angeliefert (= bis zu 7.920 Tonnen); die Kohle kann auch per Schiff angeliefert werden.
Täglich werden maximal 7000 Tonnen Kohle verfeuert. Auf den Kohlehalden des Kraftwerks können bis zu 143.000 Tonnen (= 20 maximale Tagesbedarfe) Steinkohle gelagert werden. Die Großgeräte und Förderbänder zum Beschicken der Halden und der Kohlebunker haben eine Förderleistung von 1000 Tonnen pro Stunde.

## Netzanschluss
Der Netzanschluss erfolgt auf der 380-kV-Höchstspannungsebene in die Umspannanlage Ovenstädt des Übertragungsnetzbetreibers Tennet TSO.

## Emission von Schadstoffen und Treibhausgasen
Kritiker bemängeln am Kraftwerk Heyden die hohen Emissionen an Stickstoffoxiden, Schwefeloxiden, Quecksilber und Feinstaub, an dem krebserzeugende Substanzen (Blei, Cadmium, Nickel, PAK, Dioxine und Furane) haften können. Eine von Greenpeace bei der Universität Stuttgart in Auftrag gegebene Studie kam 2013 zu dem Ergebnis, dass die 2010 vom Kraftwerk Heyden ausgestoßenen Feinstäube und die aus Schwefeldioxid-, Stickoxid- und NMVOC-Emissionen gebildeten sekundären Feinstäube statistisch zu 432 verlorenen Lebensjahren führen (Rang 17 der deutschen Kohlekraftwerke, 432 „Years of Life Lost“).
Außerdem stehen angesichts des Klimawandels die CO2-Emissionen des Kraftwerkes in der Kritik von Umweltverbänden.
Das Kraftwerk Heyden meldete folgende Emissionen im europäischen Schadstoffregister „PRTR“:
| Luftschadstoff                           | 2007             | 2008             | 2009             | 2010             | 2011             | 2012             | 2013             |
| ---------------------------------------- | ---------------- | ---------------- | ---------------- | ---------------- | ---------------- | ---------------- | ---------------- |
| Kohlenstoffdioxid (CO2)                  | 3.680.000.000 kg | 3.970.000.000 kg | 3.960.000.000 kg | 3.870.000.000 kg | 4.230.000.000 kg | 2.540.000.000 kg | 4.130.000.000 kg |
| Stickstoffoxide (NOx/NO2)                | 2.560.000 kg     | 2.780.000 kg     | 2.610.000 kg     | 2.920.000 kg     | 3.250.000 kg     | 1.910.000 kg     | 3.010.000 kg     |
| Schwefeldioxide (als SOx/SO2)            | 1.900.000 kg     | 1.860.000 kg     | 1.660.000 kg     | 1.380.000 kg     | 2.050.000 kg     | 1.250.000 kg     | 2.240.000 kg     |
| Feinstaub (PM10)                         | keine Angaben    | 59.200 kg        | 58.800 kg        | 86.700 kg        | 60.500 kg        | keine Angaben    | keine Angaben    |
| Anorganische Fluorverbindungen (als HF)  | 72.800 kg        | 96.000 kg        | 77.200 kg        | 55.900 kg        | 70.500 kg        | 44.800 kg        | 49.800 kg        |
| Anorganische Chlorverbindungen (als HCl) | 15.400 kg        | 16.300 kg        | keine Angaben    | 39.100 kg        | 66.500 kg        | 39.700 kg        | 65.400 kg        |
| Ammoniak (als NH3)                       | 12.000 kg        | keine Angaben    | keine Angaben    | keine Angaben    | keine Angaben    | keine Angaben    | keine Angaben    |
| Quecksilber und Verbindungen (als Hg)    | 28,6 kg          | 31,3 kg          | 28,4 kg          | 28,4 kg          | keine Angaben    | keine Angaben    | 53,8 kg          |

Weitere typische Schadstoffemissionen wurden nicht berichtet, da sie im PRTR erst ab einer jährlichen Mindestmenge meldepflichtig sind, z. B. Dioxine und Furane ab 0,0001 kg, Cadmium ab 10 kg, Nickel ab 50 kg, Chrom sowie Kupfer ab 100 kg, Blei sowie Zink ab 200 kg, Ammoniak und Lachgas (N2O) ab 10.000 kg, Feinstaub (PM10) ab 50.000 kg, flüchtige organische Verbindungen außer Methan (NMVOC) ab 100.000 kg und Kohlenmonoxid ab 500.000 kg.
Die Europäische Umweltagentur hat die Kosten der Umwelt- und Gesundheitsschäden der 28.000 größten Industrieanlagen in der Europa anhand der im PRTR gemeldeten Emissionsdaten mit den wissenschaftlichen Methoden der Europäischen Kommission abgeschätzt. Danach liegt das Kraftwerk Heyden auf Rang 107 der Schadenskosten aller europäischen Industrieanlagen.
| Verursacher          | Schadenskosten | Einheit         | Anteil    |
| -------------------- | -------------- | --------------- | --------- |
| Kraftwerk Heyden     | 181–264        | Millionen Euro  | 0,2–0,3 % |
| Summe 28.000 Anlagen | 102–169        | Milliarden Euro | 100 %     |